# شلواري (دودانغة)
شلواري (بالفارسية: شلوری) هي منطقة سكنية تقع في إيران في قسم دودانغة الریفي. يقدر عدد سكانها بـ 56 نسمة.